# Gwiazdy epoki lodowcowej
Gwiazdy epoki lodowcowej (lit. Ledynmečio žvaigždės) – powieść litewskiej pisarki Renaty Šerelytė wydana w 1999 r. Autorka otrzymała za nią prestiżową nagrodę literacką Žemaitė. 

## Fabuła
Debiutancka powieść Renaty Šerelyté ukazuje losy dziewczyny urodzonej w małym, zsowietyzowanym, litewskim miasteczku. Historia opowiedziana jest z perspektywy dorosłej już kobiety, mieszkającej w stolicy i pracującej w niedawno skomercjalizowanym wydawnictwie. Wraca pamięcią do lat dzieciństwa i wczesnej młodości spędzonych na zacofanej prowincji, gdzie wszechobecne były zabobony, alkohol, brutalność i prymitywizm. W chwilach rozpaczy najchętniej przywoływała Calderona, pocieszając się, że „całe życie to tylko sen”. Marzyła o wyjeździe i studiach w dużym mieście, gdzie są szersze horyzonty i inna kultura. Po przybyciu do stolicy Litwy otaczający ją świat jest zupełnie inny, ale nowa rzeczywistość jest równie paskudna jak stara, tylko z zupełnie innych powodów. Czuje się nieszczęśliwa i samotna jak w dzieciństwie. Nawet praca w redakcji nie spełnia jej oczekiwań, rozczarowując poziomem intelektualnym.